# Jackie Jones
Jacqueline Margarete (Jackie) Jones (ur. 10 lutego 1966 w Jugenheim) – brytyjska polityk, prawniczka i wykładowczyni akademicka, posłanka do Parlamentu Europejskiego IX kadencji.

## Życiorys
Z wykształcenia prawniczka, została wykładowczynią akademicką w Cardiff School of Law and Politics na Cardiff University, a później w Bristol Law School na University of the West of England w Bristolu. W pracy badawczej zajęła się problematyką migracji, polityki azylowej, przemocy wobec kobiet i praw człowieka. Zaangażowana w działalność różnych organizacji społecznych, m.in. Welsh Women’s Aid, European Gender Budgeting Network i Fawcett Society. Obejmowała funkcję przewodniczącej European Women Lawyers Association i Wales Assembly of Women. Związana z Partią Pracy, w 2019 otrzymała pierwsze miejsce na liście tej partii do Europarlamentu w okręgu obejmującym Walię. W wyniku głosowania z maja tegoż roku uzyskała mandat posłanki do PE IX kadencji, w którym zasiadała do 2020, kiedy to Wielka Brytania wystąpiła z UE.